# لشکر ۷ پیاده (بریتانیا)
لشکر ۷ پیاده بریتانیا (انگلیسی: 7th Infantry Division) لشکر پیاده‌نظام نیروی زمینی بریتانیا بود، که در سال ۱۸۱۱ تأسیس شد و در سال ۱۹۳۹ منحل گردید. این لشکر در جنگ شبه‌جزیره، جنگ بوئر دوم و جنگ جهانی اول شرکت داشت.
لشکر هفتم پیاده‌نظام، یک لشکر پیاده‌نظام ارتش بریتانیا بود که ابتدا توسط دوک ولینگتون به عنوان بخشی از ارتش آنگلو-پرتغالی برای خدمت در جنگ شبه‌جزیره تأسیس شد و در طول جنگ جهانی اول از ۱۹۱۴ تا ۱۹۱۹ و به طور خلاصه در جنگ جهانی دوم در سال ۱۹۳۹ نیز فعال بود.